# De Labberdaan
Heer Bommel en de Labberdaan (in boekuitgaven/spraakgebruik verkort tot De Labberdaan) is het 110de verhaal uit de Bommelsaga, geschreven en getekend door Marten Toonder. Het verhaal verscheen voor het eerst op 14 april 1965 en liep tot 7 juli van dat jaar. Het thema van het verhaal is arbeidsethos.

## Samenvatting
Heer Bommel ziet op televisie een in het zwart geklede figuur. De spreker verkondigt dat werken onze opdracht in het leven is: "In kommer en kwel zullen we ons dagelijks brood verdienen!" De uitzending eindigt met een beeld van de Labberdanen als waarschuwing. Zij arbeiden voor hun genoegen. Laat u nooit met deze verdorvenen in, het zal u slecht vergaan!.
Tom Poes nodigt heer Bommel uit om samen een tochtje te gaan maken in de Zwarte Bergen. 
Ze stuiten er op het volk der Labberdanen, reuzen, die graag hard werken. Zo ook Plep Labberdaan, maar diens onhandige werkwijze wordt niet door zijn soortgenoten gewaardeerd. Plep wordt huilend weggejaagd, maar heer Bommel ziet wel een oplossing voor de werkvragende reus. Hij besluit zich over hem te ontfermen en neemt hem mee naar slot Bommelstein. Omdat Plep de motor uit de Oude Schicht heeft gesloopt, draagt hij de auto met de twee vrienden lopend naar huis, alwaar ze gezien worden door de Markies de Canteclaer en doctorandus Zielknijper. Bij het zien van de kasteelheer, die wordt gedragen, merkt de markies op: "Voor grof geld is alles te krijgen!" En doctorandus Zielknijper vindt het uitbuiting. Maar hij draagt Plep graag over aan professor Prlwytzkofsky, die elektrische impulsen wil toepassen op Plep. 
Anne Marie Doddel ontfermt zich over Plep. Hij krijgt eten en kleding in haar huisje. Ze haalt haar buurman over zich toch weer over Plep te ontfermen. Op aandringen van de burgemeester laat heer Bommel Plep de weg naar het kasteel verbeteren. Ambtenaar Dorknoper houdt de kasteelheer een uur bezig met het invullen van werkgeversformulieren. Bul Super maakt Plep lid van zijn vakbond. De professor geeft Plep een elektroshock, waarna hij een toeter en een auto eist. Heer Bommel krijgt als werkgever op de Kleine Club van de burgemeester de opdracht het wegennet van de stad Rommeldam op orde te brengen.
De werkwijze van Plep trekt de aandacht van de wetenschap, de overheid en de vakbond, die allemaal met onbegrip reageren: werken mag je niet leuk vinden, dus Plep is volgens hen niet in orde. Zij adviseren hem dan ook eisen te gaan stellen. Dit heeft grote gevolgen, vooral voor heer Bommel, die als werkgever vergeefs tracht aan alle verplichtingen te voldoen: Plep eist niet alleen werk, maar ook arbeidsvoorwaarden en geld , een geruite jas, een auto en een kasteel zoals zijn baas. Plep krijgt van heer Bommel een oude ruitjesjas, en van Bul Super een klein deel van zijn salaris, dat heer Bommel had betaald.
Heer Bommel besluit nu om Plep op advies van Tom Poes te ontslaan, maar diens protesten en de invloed daarvan maken dat de geplaagde heer geheel alleen komt te staan. Ambtenaar Dorknoper eist een ontslagvergunning. Doddeltje vraagt persoonlijk om werk voor Plep bij haar buurman. Ook de Zwarte Zwadderneel stookt Doddeltje op. Een menigte met onder meer Dorknoper, Bul Super, Bulle Bas en de Zwarte Zwadderneel demonstreert voor het kasteel ten gunste van Plep. De kasteelheer besluit dan ook Bommelstein door de achterdeur stilletjes te verlaten. Want ambtenaar eerste klasse Dorknoper heeft het ontslag geweigerd.
Tom Poes heeft intussen ontdekt dat de Labberdanen grote muziekliefhebbers zijn en hij verzint een list om Plep naar zijn soortgenoten te lokken. Hij bouwt zelf een gitaar, die door professor Prlwytzkofsky elektrisch gemaakt wordt met een batterij. Aanvankelijk lijkt de list te mislukken omdat Plep boos met zijn gitaar zijn werkgever achterna gaat. Maar uiteindelijk blijkt Plep een talent en vindt gehoor bij de andere Labberdanen, zodat hij weer opgenomen wordt in de groep en heer Ollie met opgelucht gemoed naar huis kan. Hij wijst de zwarte boeteprediker terecht met de woorden dat werken geen straf is. Maar een muzikant moet geen wegen gaan aanleggen.

## Voetnoot
1. ↑  Marten Toonder was niet op de hoogte van het woord in de bestaande betekenis van gezouten kabeljauw. Hij maakt een constructie van het Latijnse woord labor, met de betekenis 'arbeid' en/of 'ellende', en de toevoeging 'daan' , zoals in 'onderdaan'. Labordaan werd zo labberdaan. Bron: Onder het kollende meer Doo (autobiografie deel III, 1945-1965) (1996) ISBN 90-234-6187-8

## Hoorspel
- De Labberdaan in het Bommelhoorspel